# Passalus zikani
Passalus zikani is een keversoort uit de familie Passalidae. De wetenschappelijke naam van de soort is voor het eerst geldig gepubliceerd in 1929 door Luederwaldt.